# Anolis laevis
Anolis laevis (гладкий аноліс) — вид ігуаноподібних ящірок родини анолісових (Dactyloidae). Ендемік Перу.

## Поширення і екологія
Гладкі аноліси відомі за типовим зразком, зібраним в горах Східного хребта Перуанських Анд в регіоні Сан-Мартін. Відкладають яйця.